# هادی رضایی گرکانی
هادی رضایی گرکانی (زاده ١٩ آذرماه ١٣٣٩ مشهد) بازیکن پیشین و سرمربی تیم ملی والیبال نشسته ایران است.

## افتخارات

### به عنوان مربی در پارالمپیک
- پارالمپیک ۲۰٠٠ سیدنی
- پارالمپیک  ۲۰٠۴ آتن
- پارالمپیک تابستانی ۲۰٠٨ پکن
- پارالمپیک تابستانی ۲۰۱۲ لندن
- پارالمپیک تابستانی ۲۰۱۶  ریو د ژانیرو
- پارالمپیک تابستانی ۲۰٢٠‌‌ توکیو
- پارالمپیک تابستانی ۲۰۲۴ پاریس

### به عنوان بازیکن در پارالمپیک
- پارالمپیک تابستانی ١٩٨٨ سئول
- پارالمپیک تابستانی ١٩٩٢ ‌‌بارسلونا
- پارالمپیک تابستانی ١٩٩۶ آتلانتا

### به عنوان مربی در قهرمانی جهان
- والیبال نشسته قهرمانی جهان ١٩٩٨ تهران
- والیبال نشسته قهرمانی جهان ٢٠٠٢ قاهره
- والیبال نشسته قهرمانی جهان ٢٠٠۶ هلند
- والیبال نشسته قهرمانی جهان ٢٠١٠ اوکلاهاما
- والیبال نشسته قهرمانی جهان ٢٠١۴ لهستان
- والیبال نشسته قهرمانی جهان ٢٠١٨ هلند
- والیبال نشسته قهرمانی جهان ٢٠٢٢ بوسنی و هرزگوین

### به عنوان بازیکن در قهرمانی جهان
- والیبال نشسته قهرمانی جهان ١٩٨۵ نروژ
- والیبال نشسته قهرمانی جهان ١٩٨۶ مجارستان
- والیبال نشسته قهرمانی جهان ١٩٩٠ هلند
- والیبال نشسته قهرمانی جهان ١٩٩۴ آلمان